# Вило (Пјаченца)
Вило је насеље у Италији у округу Пјаченца, региону Емилија-Ромања.
Према процени из 2011. у насељу је живело 320 становника. Насеље се налази на надморској висини од 194 м.